# Pasta choux

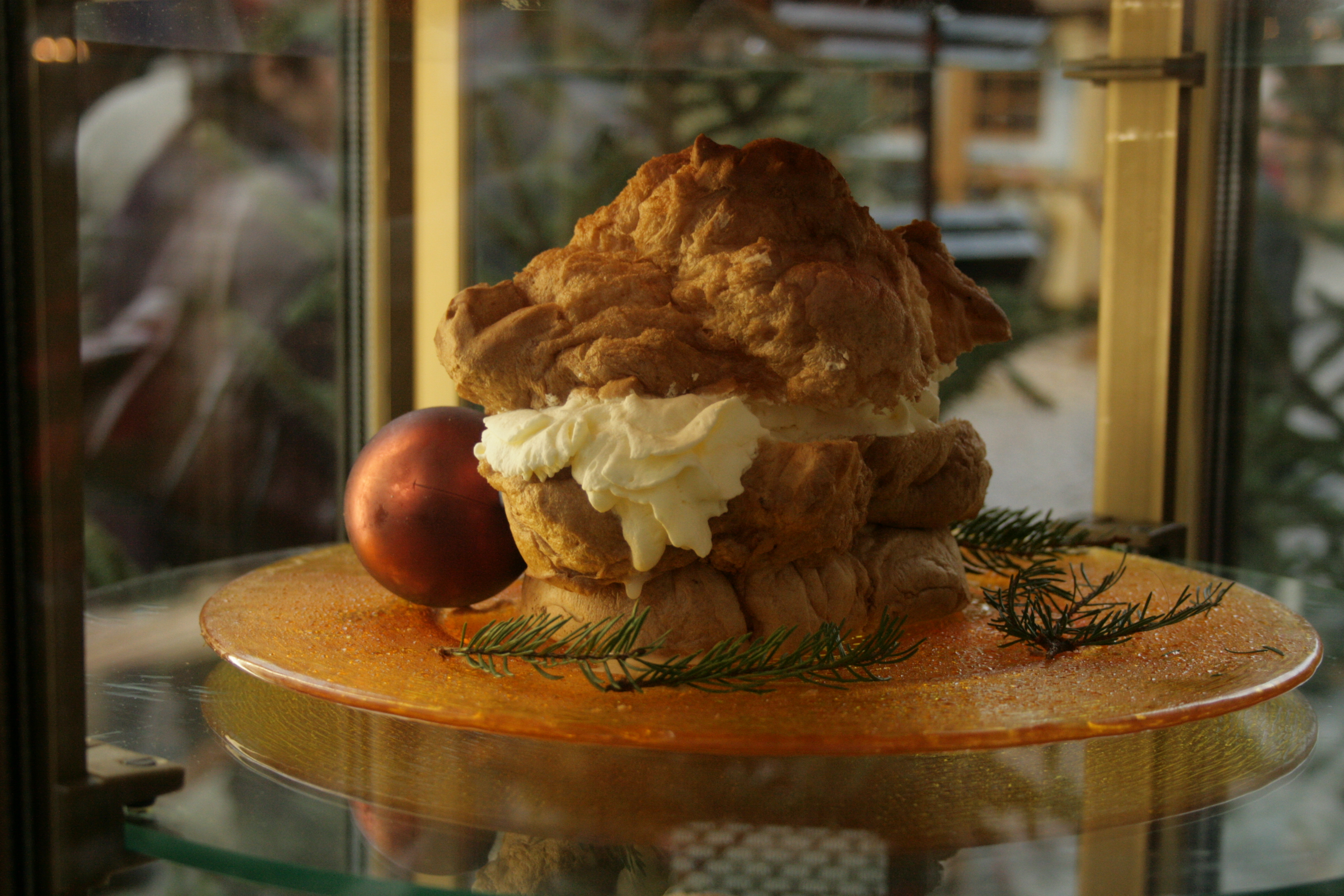
Windbeutel.

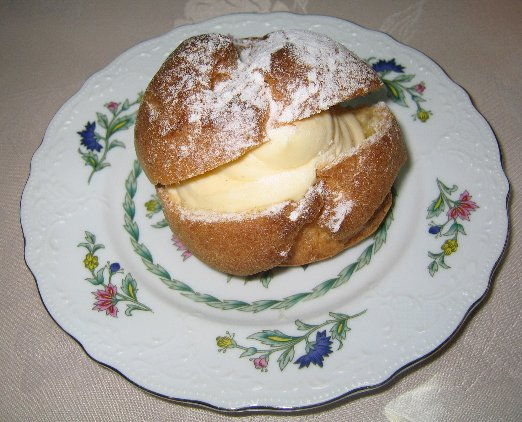
Cream puff.

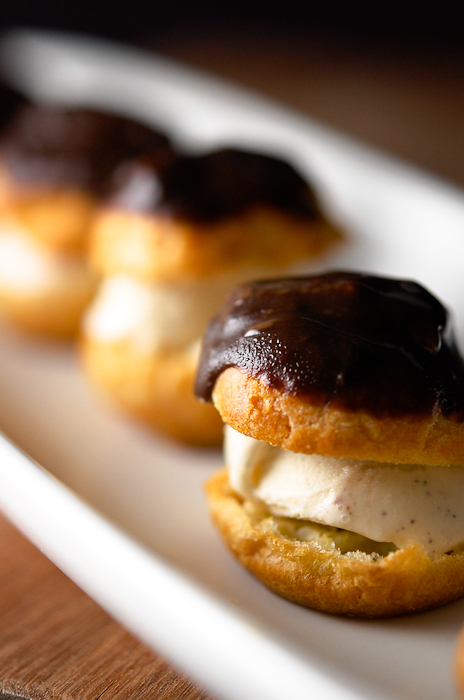
Profiteroles, lionesas o pettichoux.

La pasta choux (o simplemente choux) es una preparación de masa típica francesa de algunos pasteles, que se caracteriza por tener una masa muy ligera. Se suele comer fría y a menudo rellena con otros ingredientes que pueden ser dulces o salados. Los choux (chou cuando se emplea en singular) cuando se fríen son el fundamento de los beignets franceses.

## Características
La pasta se elabora con harina de trigo floja y huevos, mantequilla, un poco de sal y especias aromatizadoras como son: la vainilla, canela (opcional). 
La pasta se empieza a elaborar con la mantequilla fundida en el agua hirviendo, a la que se vierte de golpe la harina previamente tamizada, mezclando fuertemente contra las paredes del cazo hasta tener una pasta homogénea que desprenda de ellas y sin grumos. Se van  añadiendo los huevos uno a uno hasta que se tenga una pasta homogénea, que caiga de la cuchara en forma de lengua y de color un tanto brillante. Se precalienta al horno a 190 °C/ 230 °C,   10/ 12' minutos en horno industrial o durante media hora aproximadamente en horno de casa, primero tiro abierto y la otra mitad tiro cerrado. Al sacar del horno una vez frías se rellenan o decoran según hagan honor a su nombre.

## Bollos elaborados con choux
- Profiterol
- Bocaditos de nata
- Windbeutel
- Spritzkuchen
- Croquembouche
- eclair
- Buñuelos de viento
- Cruller
- lionesas
- torta saint honore
- Cisne
- Chouquette
- Paris Brest

- Datos: Q898344
- Multimedia: Choux pastry / Q898344